# Ujanko

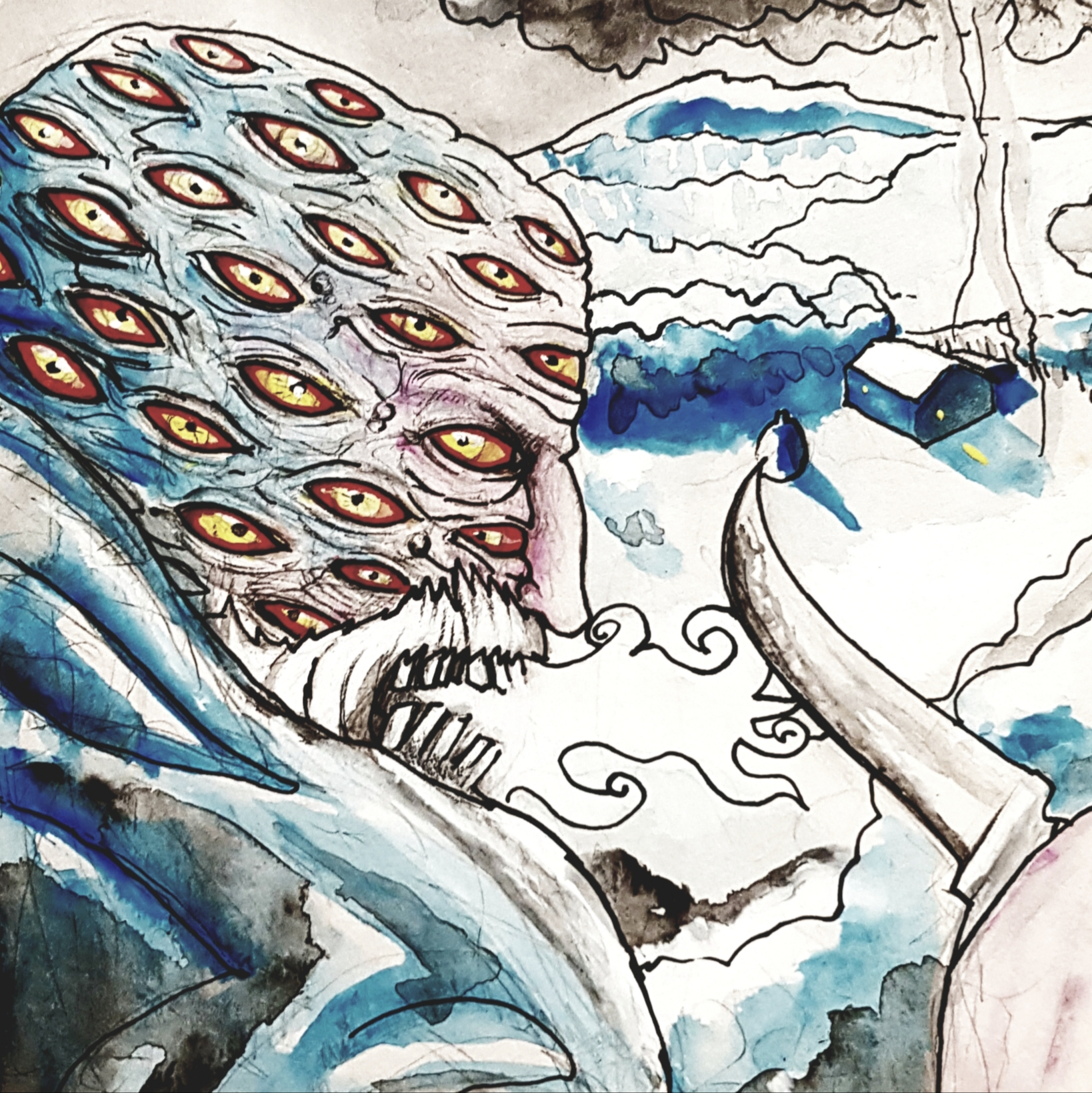
Dans les environs de Jaitz, on connaissait Ujanko, un personnage avec tant d'yeux, qu'il en perdait chaque jour un et devenait comme Tartaro le jour de l'an.

Ujanko est un personnage dans la mythologie basque qui apparait lors du réveillon de la Saint-Sylvestre, qui compte autant d'yeux et de prunelles que de jours dans l'année. Il est comparable à Olentzero. 

## Un personnage du réveillon de Noël
Joxemiel Barandiaran  mentionne ce personnage terrible dans ses œuvres.
Il semble qu'on en aurait entendu parler qu'autour du village de Jaitz, du moins avec ce nom et ces caractéristiques. 
Barandiaran ne le compare pas à Olentzero, il dit simplement qu'il a une "relation calendaire" (réveillon de la Saint-Sylvestre), qu'il semble y avoir un parallèle.
Le nombre incalculable de ses yeux lui confère un rôle d'espionnage pour la dame Eguzki amandrea, la capacité de surveiller sur les enfants comme le font le Père Noël, Olentzero ou bien Dieu, ils peuvent savoir si les enfants ont été gentils ou méchants, parce qu'ils peuvent tout voir, et ils promettent aux enfants de les récompenser selon leur comportement.